# Plectranthias kamii
Plectranthias kamii, thường được gọi cá mú ca rô, là một loài cá biển thuộc chi Plectranthias trong họ Cá mú. Loài này được mô tả lần đầu tiên vào năm 1980.

## Phân bố và môi trường sống
P. kamii có phạm vi phân bố tương đối rộng rãi ở vùng biển Tây Thái Bình Dương. Chúng được tìm thấy tại các đảo phía nam Nhật Bản, đảo Đài Loan; rải rác ở Châu Đại Dương bao gồm New Caledonia, quần đảo Mariana, Pohnpei, Palau, Samoa thuộc Mỹ và quần đảo Société. P. kamii sống xung quanh các rạn san hô, hoặc núp trong các kẽ đá, độ sâu được ghi nhận trong khoảng từ 183 đến 350 m.

## Mô tả
Các mẫu vật dùng để mô tả P. kamii có kích thước cơ thể trong khoảng 17 – 21 cm. Màu sắc của các mẫu vật khi còn tươi: màu đỏ nhạt, chuyển sang màu hồng ở bụng, với các vạch sọc không đều và các đốm lớn màu vàng. Nửa phần đầu trên màu vàng nhạt, màu nâu phía sau mắt và sau gáy. Phần gai của vây lưng màu đỏ nhạt với các đốm lớn màu vàng. Phần mềm của vây lưng chủ yếu là màu đỏ nhạt; vây hậu môn màu đỏ nhạt với phần gốc màu vàng. Vây đuôi màu đỏ nhạt, màu này đậm hơn ở gốc; các tia màu vàng.
Số gai ở vây lưng: 10; Số tia vây mềm ở vây lưng: 18; Số gai ở vây hậu môn: 3; Số tia vây mềm ở vây hậu môn: 7; Số gai ở vây bụng: 1; Số tia vây mềm ở vây bụng: 5; Số tia vây mềm ở vây ngực: 13; Số tia vây mềm ở vây đuôi: 13.